# Leitenbach (Aschach)
Der Leitenbach, auch Leithenbach, ist ein Fluss im oberösterreichischen Inn- und Hausruckviertel und ein linker Zubringer der Aschach.

## Verlauf
Der Leitenbach entspringt an den südöstlichen Abhängen des Sauwaldes und fließt zunächst mit hohem Gefälle in südöstlicher Richtung, bis er unterhalb der Ortschaft Landertsberg ein weites, flaches Plateau erreicht, das er mit sehr geringem Gefälle durchquert. Danach fließt er durch das Leithental, ein steiles Durchbruchstal von rund 2,5 km Länge. Anschließend verläuft er wiederum durch ein relativ flaches Gebiet, zunächst stark mäandrierend durch die Koaserin, ein Überschwemmungsgebiet, unterhalb stark begradigt bis zur Mündung in die Aschach.

## Einzugsgebiet und Wasserführung
Das natürliche Einzugsgebiet des Leitenbachs beträgt knapp 75 km², es handelt sich dabei um das größte Teileinzugsgebiet des Aschach-Systems. Der höchste Punkt darin misst 652 m ü. A.
Der mittlere Abfluss am Pegel Knotzberg, 10,2 km oberhalb der Mündung, beträgt 0,84 m³/s, was einer Abflussspende von 17,4 l/(s·km²) entspricht. Der Leitenbach weist ein deutliches winterpluviales Abflussregime auf. Die höchsten Abflüsse erfolgen in den Wintermonaten mit dem höchsten Monatsmittel von 1,68 m³/s im März. In den wasserärmsten Monaten Juli und August beträgt der mittlere Abfluss mit 0,53 m³/s rund ein Drittel davon.

## Ökologie
Der Leitenbach ist über weite Strecken hart begradigt, die Ufer und teilweise auch die Sohle sind befestigt. Der Bach fließt dort durch intensiv genutztes Wiesen- und Ackerland, Uferbegleitgehölze sind kaum vorhanden, wenn dann handelt es sich zumeist um ein lückiges, niederwüchsiges Gebüsch aus Ohr- oder Grauweide. Das Fließgewässerkontinuum ist durch zahlreiche Querbauwerke unterbrochen. Relativ naturnah ist, abgesehen von wenigen hundert Metern am Oberlauf, nur das Gebiet der Leithen und der Koaserin. In der Leithen finden sich ein gut erhaltener Mischwaldbestand (Aceri-Fraxinetum), der in der Baumschicht von Bergahorn und Esche, weiters von Sommer- und Winterlinde und Bergulme geprägt ist. Die Koaserin ist ein unter Naturschutz stehendes Feuchtgebiet, das bei Überschwemmungen viel Wasser aufnehmen kann. In diesem Gebiet weist der Leitenbach eine starke Mäanderbildung und eine relativ langsame Fließgeschwindigkeit auf. Der Unterlauf im Mündungsbereich in die Aschach wurde auf einer Länge von 780 m renaturiert.
Der Leitenbach weist im gesamten Verlauf Gewässergüteklasse II auf.
Im Leitenbach finden sich Populationen des Edelkrebses, der Flussperlmuschel, und der in Oberösterreich sehr seltenen Gemeinen Flussmuschel. Die in Oberösterreich vom Aussterben bedrohte Grüne Keiljungfer wurde ebenfalls am Leitenbach nachgewiesen. Die Koaserin bietet einen Lebensraum für zahlreiche, davon auch etliche gefährdete, Tier- und Pflanzenarten, es wurden dort 265 Farn- und Blütenpflanzen und 86 verschiedene Vogelarten festgestellt.